# Туягін Володимир Федорович
Володимир Федорович Туягін (*2 травня 1971, м. Набережні Човни, Росія) — танцюрист. Народний артист України (2015).

## Освіта
1989 року закінчив хореографічне відділення Набережночовнинського училища мистецтв.

## Кар'єра
- 1988–1989 — артист Волзького народного хору;
- 1989–1991 — артист ансамблю пісні і танцю Приволзького військового округу;
- 1991–1992 — артист балетного ансамблю «Російська кавалькада»;
- 1992–1994 — артист ансамблю танцю «Березка».

З 1994 року — артист Національного ансамблю танцю України ім. П. Вірського. Виконавець сольних партій в танцях і хореографічних композиціях. У складі колективу гастролював у Франції, Китаї, США, Канаді та ін. країнах.

## Нагороди
- Орден «За заслуги» III ст. (22 жовтня 2012) — за вагомий особистий внесок у розвиток вітчизняного хореографічного мистецтва, багаторічну плідну творчу діяльність та високу професійну майстерність[1]
- Народний артист України (27 червня 2015) — за значний особистий внесок у державне будівництво, соціально-економічний, науково-технічний, культурно-освітній розвиток України, вагомі трудові здобутки та високий професіоналізм[2]
- Заслужений артист України (14 березня 1998) — за вагомий особистий внесок у розвиток національної культури, високий професіоналізм[3]